# 惠靈 (密西西比州)
惠靈（英語：Wheeling）是位於美國密西西比州伊塔萬巴縣的鬼鎮。

## 地理
惠靈所處的海拔為高於海平面75米（即246英呎），而該地所採用的時區為UTC-6，即北美中部時區（CST）。同時該地設有夏令時間，為UTC-6調快一小時，即UTC-5（CDT）。